# Czanik Károly
Czanik Károly (Komárom, Csehszlovákia, 1984. szeptember 13. –) magyar nemzetiségű szlovák labdarúgó. Jelenleg a Győrújbarát SE játékosa.

## Pályafutása
2010 nyarán szerződést bontott a DVSC csapatával.